# Personaggi dell'universo Masters

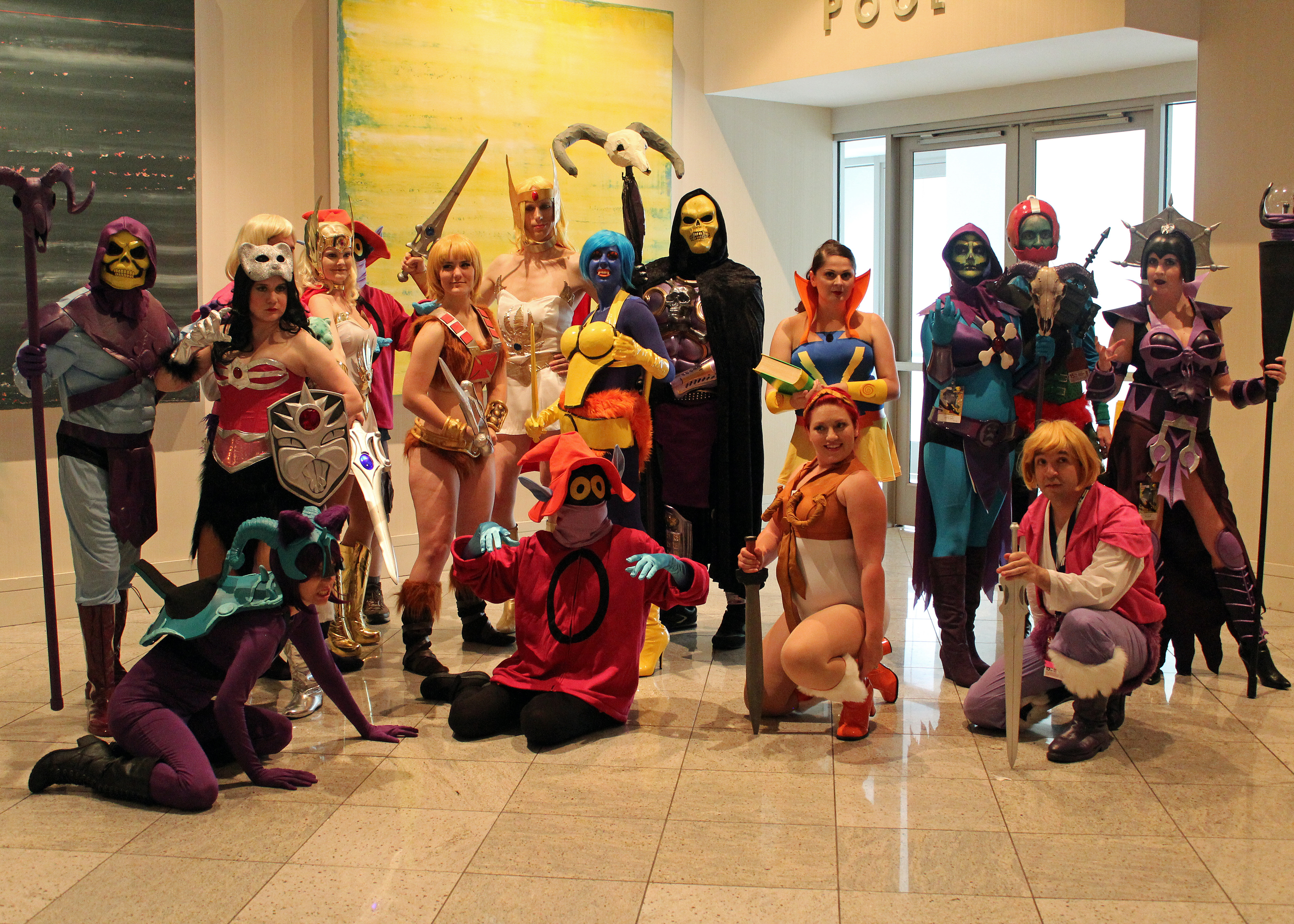
Dei cosplayer nei panni di alcuni dei vari personaggi del franchise Masters of the Universe.

In questa pagina è presente un elenco descrittivo dei numerosi personaggi di Masters of the Universe, franchise iniziato con una linea di giocattoli in stile action figure dalla Mattel nel 1982 e proseguito poi con le serie a cartoni animati He-Man e i dominatori dell'universo (1983-1985), She-Ra, la principessa del potere (1985-1987), He-Man (1990), He-Man and the Masters of the Universe (2002-2004), She-Ra e le principesse guerriere (2018-2020), Masters of the Universe: Revelation (2021-2024) e He-Man and the Masters of the Universe (2021) e con i lungometraggi Il segreto della Spada (1985), He-Man e She-Ra: Speciale Natale (1985) e I dominatori dell'universo (1987); comprendendo tutti i personaggi presenti nelle varie serie animate, nei fumetti, nei film o soltanto nelle linee di giocattoli. L'ordine di apparizione è quello della pubblicazione del giocattolo, se è stato realizzato. I personaggi vennero lanciati con varie waves (letteralmente "ondate"), ovvero linee di giocattoli che comprendevano una serie di personaggi, veicoli e accessori vari pubblicati annualmente a partire dal 1981-1982. Ogni anno usciva una nuova wave con nuovi personaggi o con i personaggi principali rivisitati con nuove armature e nuove armi.

## Dominatori dell'universo
Masters of the Universe

### Guerrieri eroici
Heroic Warriors
1982
- He-Man - Eroe difensore del castello di Grayskull e di Eternia, dotato di forza sovrumana, di grande agilità e resistenza, viene definito dalla successiva serie Filmation (1983) come "l'uomo più forte e più potente dell'intero Universo"; in realtà He-Man è l'alter ego del principe di Eternia, Adam, che si trasforma in He-Man con la Spada del Potere, una indistruttibile spada incantata capace di respingere raggi magici e proiettili. Nei primi mini-fumetti che accompagnavano i primi action figure (precedenti alla serie della Filmation), He-Man era un barbaro errante proveniente da una tribù della giungla.
- Man-At-Arms - Soprannome di Duncan, capo dell'esercito di Eternia e scienziato di corte. È uno dei pochi a conoscenza del segreto di He-Man, suo aiutante e mentore del principe Adam. Padre adottivo di Teela e, nelle serie Filmation, vittima ricorrente della goffa magia di Orko.
- Teela - Amica d'infanzia del principe Adam, e sua maestra d'armi, la bella e volitiva Teela è capitano delle guardie reali. Figlia adottiva di Man-at-Arms, è in realtà figlia della maga del castello di Grayskull, Sorceress (destinata quindi a succederle), mentre del padre si sa soltanto che era un soldato, caduto sul campo. Nella serie animata del 2002 è una adolescente. I primi mini-fumetti raffiguravano Teela come una Dea guerriera clone magico della Maga creata da Skeletor per eseguire i suoi ordini. Per questo motivo le prime versioni dell'action figure di Teela possedevano uno scettro e un'armatura a forma di serpente.
- Stratos - Re di Avion, patria degli uomini-uccello. La sua razza possiede delle ali negli avambracci, che permettono loro di volare. In origine era stato concepito come personaggio malvagio.
- Zodac - Difensore cosmico, attento alla conservazione degli equilibri nei vari mondi. Pur essendo un personaggio buono, egli limita i suoi interventi al minimo, per non interferire nella lotta tra bene e male. Nonostante il suo ruolo nella serie animata Filmation, in origine il giocattolo uscì come personaggio positivo (il pilota del Wind Raider). Nella serie animata del 2002, pur mantenendo la sua carica, assume un ruolo molto più incisivo, lottando attivamente contro le forze del male.
- Battle-Cat - Il primo alleato di He-Man è una possente e fiera tigre verde dalle strisce gialle e dallo spaventevole ruggito. Battle-Cat indossa un'armatura dotata di sella, con la quale trasporta il suo padrone. In realtà Battle-Cat è l'alter-ego di Cringer, la pacifica e fifona tigre domestica del Principe Adam, che può trasformarsi insieme al suo padrone. Il legame fra i due è di lunga data, e risale alla loro infanzia. Nella serie animata del 1983 Battle-Cat era un animale parlante, mentre in quella del 2002 ha perduto la favella.

1983
- Man-E-Faces - Sfortunato attore vittima di una stregoneria che gli ha installato altre due facce oltre la sua: quella di una bestia e quella di un robot. In seguito a ciò, Man-E-Faces ha acquisito la capacità di mutare le sue caratteristiche alternando le facce, divenendo fortissimo e in grado di annusare le tracce con la faccia da bestia, divenendo logico ed esatto con la faccia robotica.
- Ram Man - Ingenuo eroe dal buon cuore, Ram-Man, alter ego di Krass, usa sempre la testa come un ariete per affrontare i nemici prendendo la rincorsa e colpendoli a testate. Per questo motivo porta una corazza sulle spalle unita ad un elmo molto coprente; la sua arma è un'ascia, che però non compare mai nella serie animata Filmation. In origine il personaggio era un robusto uomo dalla bassa statura con delle cosce a forma di molla. Nella serie del 2002 è diventato invece un enorme ragazzone dalla testa un poco minuta e pauroso del buio. Nella serie reboot a cartoni animati in CGI He-Man and the Masters of the Universe del 2021, appare come un personaggio femminile di nome Krass'tine che si trasforma in Ram-Ma'am (ma'am è diminutivo di madame).
- Zoar - Il falco combattente; agli inizi della storia è un personaggio separato dalla maga Sorceress, con una action figure dedicata. In seguito perde la sua autonomia, e diventa la metamorfosi di Sorceress, costretta a trasformarsi in Zoar lontano dalle mura di Grayskull.

1984
- Principe Adam (Prince Adam) - La vera identità di He-Man venne creata successivamente per migliorare la biografia del personaggio; il principe Adam è figlio del re di Eternia Randor e della regina Marlena (che è di origine terrestre essendo un'astronauta "naufragata" su Eternia); ha una sorella gemella di nome Adora (She-Ra). Nella serie animata del 1983 è un giovane di indole buona ed altruista, ma per non destare sospetti circa la sua identità segreta si concede ogni genere di gioco e spensieratezza, apparendo volutamente frivolo ed irresponsabile. Nella serie animata del 2002 e in quelle del 2021 è stato invece rappresentato come un adolescente, e così quella goffaggine, volutamente esagerata prima, è diventata una caratteristica del suo essere.
- Mekaneck - Questo guerriero cyborg è in grado di allungare a dismisura il suo collo meccanico, costruitogli da Man-At-Arms dopo un incidente.
- Buzz-Off - Guerriero volante dalle fattezze di un'ape originario di Andrinos, un immenso alveare patria degli uomini-ape.
- Fisto - Combattente dalla mano destra meccanica di esagerate proporzioni, è considerato fra i più forti dopo He-Man. Nella serie animata del 2002 è stato rappresentato come il fratello maggiore di Man-At-Arms.
- Orko - Alieno di Trolla, un mondo di una dimensione parallela. Orko era un potente mago in patria, un mondo dove le cose funzionano al contrario, così ad Eternia è un impiastro. Il suo ruolo è spesso quello della spalla comica. I membri della sua razza non camminano mai, levitando in aria (anzi la forma del loro corpo fa pensare che non abbiano delle vere e proprie gambe), e portano sempre il volto coperto da fasce e copricapi, perché le loro tradizioni vogliono che si mostri solo al proprio vero amore. In alcune puntate della serie Filmation lo si è visto in compagnia della fidanzatina Drielle (che espone i suoi lunghi capelli biondi) e di altri personaggi suoi simili. Nella serie animata del 2002 e in quelle del 2021, Orko rimane in parte la spalla comica, ma spesso acquista nuovi poteri che salvano la vita ai suoi compagni di avventure.

1985
- Roboto - Questo guerriero artificiale è un robot dal corpo semitrasparente. La sua mente è un computer e lo rende un intelligente stratega e un fedele combattente alla causa di Eternia.
- Moss Man - Uomo-pianta ricoperto da una pelliccia simile al muschio (da cui trae il nome) dotato di poteri magici. Le sue capacità gli consentono di manipolare la materia vegetale, rigenerare le piante e favorirne la crescita. Nei giocattoli classici profumava di pino.
- Sy-Klone - Guerriero cibernetico dotato della capacità di generare forti venti e cicloni ruotando busto o braccia.
- Rokkon - Guerriero degli uomini roccia (una razza aliena), è in grado di trasformarsi in una roccia in caso di pericolo. Apparso nella serie animata di She-Ra dello stesso anno.
- Stonedar - Capo degli uomini roccia, è anch'egli in grado di trasformarsi in una roccia in caso di pericolo. Apparso nella serie animata di She-Ra.

1986
- Snout Spout - Uomo dalla testa robotica di elefante e relativa proboscide, dalla quale può spruzzare acqua. Apparso nella serie animata di She-Ra e nel lungometraggio He-Man e She-Ra: Speciale Natale, è descritto come pompiere di Eternia in alcuni minicomic.
- Extendar - Essere semi-meccanico capace di estendere gli arti e il collo del proprio corpo. Originariamente era una guardia del palazzo reale, in seguito viene rapito da Hordak ed utilizzato per i suoi esperimenti, acquistando le capacità cyborg di allungamento degli arti.
- Rio Blast - Eterniano provvisto di un arsenale di armi da fuoco installate nel corpo. È un "ex uomo di legge" simile a uno sceriffo-cowboy.

1987
- Re Randor - re giusto e morigerato di Eternia, padre di Adam e di Adora e consorte della regina Marlena. In alcune versioni è fratello di Fisto e, in alcuni fumetti e nelle nuove serie a cartoni animati del 2021, fratellastro di Keldor/Skeletor.
- Sorceress - Guardiana e padrona dei segreti del castello di Grayskull, la fonte del potere di He-Man. È una delle creature più potenti di Eternia, e nonostante ciò è una donna generosa ed umile, in grado di infondere fiducia e coraggio negli altri. Inoltre, è la madre naturale di Teela, che però fu costretta ad affidare a Man-At-Arms, per non distogliersi dal suo compito di guardiana di Grayskull. Oltre a Man-At-Arms, soltanto He-Man è a conoscenza di questo segreto. Il suo vero nome è Teela'Na e proviene dal piccolo villaggio di Nowella, che fu messo a ferro e fuoco dal malvagio Morgoth. Per poter avere il potere e difendere la sua gente, Teela'Na accettò di prendere il posto della Sorceress precedente, acquisendo oltre ad un incredibile potere anche delle gravose responsabilità. È immortale, tuttavia i propri poteri sono legati alle mura del castello, quindi al di fuori di esse la sua magia è notevolmente indebolita. Per uscire dal castello di Grayskull, normalmente prende la forma di un falco di nome Zoar. Nella serie Filmation poteva abbandonare il castello solo trasformandosi, mentre nella serie del 2002 anche in forma umana.
- Clamp Champ - guardia del corpo di Re Randor, questo guerriero di colore ha un'arma a tenaglia con cui intrappola i nemici.
- Gwildor - Buffo e piccolo gnomo peloso, scienziato creatore della Chiave Cosmica. Apparso per la prima volta nel film I dominatori dell'universo del 1987 dove colmava il vuoto causato dall'assenza di Orko. Appare anche nella serie Masters of the Universe: Revolution del 2024 rendendo così canonico il personaggi anche nella timeline principale.
- Rotar - Nato da un esperimento di Man-at-Arms, un guerriero privo degli arti inferiori che ruota su sé stesso come una trottola.
- Tytus - Gigante buono di Pre-Eternia, l'Eternia preistorica.

#### Versioni speciali degli action figure di He-Man
- 1983 - Battle Armor He-Man (He-Man con armatura da battaglia)
- 1984 - Thunder Punch He-Man (He-Man con pugno di tuono)
- 1985 - Flying Fists He-Man (He-Man con pugni volanti)
- 1988 - Laser Power He-Man (He-Man con spada luminosa)[8]

### Guerrieri diabolici
Evil Warriors
1982
- Skeletor - Acerrimo nemico di He-Man e antagonista principale dei MOTU. Rappresenta la più grande minaccia ai giorni di Eternia. Cerca di conquistare il castello di Grayskull così che possa ottenere i segreti ed il potere lì custoditi, che lo abiliterebbero a conquistare l'intero pianeta e l'universo intero. In origine un alieno proveniente dal pianeta Infinita (o da un'altra dimensione, a seconda delle versioni), abitato da suoi simili, in un minicomic successivo viene accennata la possibilità che Skeletor possa essere Keldor, il fratello scomparso del re di Eternia, Randor, e quindi zio di Adam/He-Man. Inizialmente era un bizzarro stregone dalla pelle bluastra e con un teschio giallastro incappucciato come volto. Nella serie animata, e nei relativi action figure, del 1990 il suo abito si fa più complesso, più simile a un cyborg (nei minicomic allegati viene infatti spiegato che Skeletor si è trovato costretto ad implementare il suo corpo con parti meccaniche), ma a cambiare è soprattutto il volto, che si dota di occhi, passando da scheletrico ad incartapecorito. Nella serie animata del 2002 le sue fattezze tornano alle origini, con la precisazione che il teschio è gravitante sulle spalle. Anche la sua storia si completa, e si scopre che il suo vero nome è Keldor, e la ferita al volto se l'è procurata inavvertitamente da solo in uno scontro con il capitano delle guardie reali Randor (quando non era ancora re), poi sanata a costo di un altissimo prezzo da Hordak. Nonostante la serie sia stata chiusa prima di una vera e propria conclusione, le versioni in DVD della serie contenevano biografie, confermando in definitiva che i creatori dello show concepivano Keldor come il fratellastro di Randor. Questa stessa versione della storia è stata confermata dai recenti fumetti della DC Comics (dal 2012 in poi) e dalle nuove serie a cartoni animati prodotte da Netflix e trasmesse a partire dal 2021.
- Beast Man - Uomo-bestia dalla grande forza, dalla scarsa intelligenza e dall'aspetto simile a un gorilla rossastro, peloso, gobbo, con zanne e artigli. Dotato di frusta, il suo potere è il controllo telepatico degli animali, suoi veri strumenti di offesa. Si è messo al servizio di Skeletor per affermare la sua autorità sulle belve più feroci.
- Mer-Man - Vanaglorioso signore dei mari, questo uomo-pesce si contrappone a Beast-Man con il suo controllo sulle creature acquatiche. Anche lui serve Skeletor per incrementare il suo potere, ma mentre Beast-Man non è padrone di nulla egli è, nel mare, re del suo popolo.

1983
- Tri-Klops - spadaccino eccellente, dotato di un casco con tre visori per tre diverse modalità di visuale: normale, gamma e infrarosso. Nella serie del 2002 diventa scienziato mentre in quella del 2021 il guru di una setta ultra-tecnologica.
- Trap Jaw - Fuorilegge proveniente da un'altra dimensione, dalla mandibola meccanica e con un braccio meccanico con inserti scambiabili, Trap-Jaw è un pirata spaziale esperto di macchine e affine (caratteristica che scompare nella serie 200X del 2002). Nella serie del 2021 diventa braccio destro di Tri-Klops nella sua setta.
- Faker (Impostore) - Apparso unicamente nell'episodio 002 "The Shaping Staff" della serie animata del 1983, nella linea di giocattoli e, brevemente, nella serie del 2021. Nel cartone animato del 1983 "Impostore" è un alter ego malvagio di He-Man, creato magicamente da Skeletor e dotato della sua stessa forza e con il medesimo aspetto, differenziandosi unicamente per gli occhi baluginanti. Il giocattolo era invece etichettato come "robot di Skeletor" e colorato diversamente: pelle blu e armatura e capelli arancioni. Secondo le indiscrezioni sarebbe potuto apparire nella serie animata del 2002. Nella serie del 2021, Faker è nuovamente apparso con l'aspetto identico a He-Man, salvo poi rivelarsi un robot costruito da Skeletor per imbrogliare la Maga e permettergli di entrare nel castello di Grayskull.
- Evil-Lyn - Tenebrosa fattucchiera al servizio di Skeletor, dai notevoli poteri magici e dalle grandi capacità strategiche. Le sue mire sono le più ambiziose: detronizzare Skeletor e rubarne il potere. Nella serie del 2021, Evil-Lyn sembra avere un amore non corrisposto per Skeletor e, per un periodo, si allea momentaneamente con Teela e i suoi amici e rivela a Orko di chiamarsi in realtà Lyn e di aver aggiunto solo in seguito la dicitura "evil" (male) al suo nome (in originale il suo nome è un gioco di parole tra il nome femminile Evelyn e le parole "evil" e "in" suonando come "il male dentro").

1984
- Jitsu - Guerriero orientale dalla mano metallica, con la quale esegue micidiali colpi di karate; nemico giurato di Fisto.
- Whiplash - Appartenente ad un popolo sotterraneo, Whiplash è un barbaro dall'aspetto di rettile e dalla potente coda a frusta.
- Clawful - Granchio antropomorfo dotato di un'enorme chela distruttiva, ispirato dal crostaceo granchio violinista. Nel giocattolo la chela funzionava a molla.
- Webstor - Uomo-ragno, maestro delle fughe e vivente nei sotterranei della Cittadella del Serpente, covo di SKeletor. Il giocattolo era dotato di arpione a verricello.
- Pantor - Una possente pantera dal pelo viola e gli occhi verdi, fedele cavalcatura di Skeletor, e controparte malvagia di Battle-Cat.

1985
- Spikor - Guerriero dal corpo coperto di aculei, usa come armi una mazza ferrata ed un tridente.
- Stinkor - Uomo-puzzola dal corpo maleodorante (il suo action figure profumava di patchouli), contrapposto a Moss-Man (che nei giocattoli classici profumava di Pino). Nella serie del 2002 è un piccolo e pavido ometto peloso che si trasforma dopo aver rovesciato su di sé una pozione creata da Tri-Klops. Nella serie del 2021 Stinkor infesta una cittadina di campagna e viene sconfitto da Teela e Andra.
- Two Bad - Guerriero dotato di due teste, le quali litigano continuamente fra di loro; nella serie del 2002 nasce dalla fusione dei due cacciatori di taglie Tuvar e Baddhra, fusi con un incantesimo da Skeletor per punirli del fallimento di una missione, causato dai loro perenni litigi.
- Screeech - controparte malvagia della prima versione di Zoar: Screeech è un barbarico e malvagio falcone agli ordini di Skeletor. Nell'adattamento Filmation diventa un falcone robot, impiegato in pochi episodi: "Fraidy Cat", "Visitors From Earth" e "The Toy Maker".

1987
- Scare Glow - Fantasma evocato da Skeletor, proviene dal futuro di Eternia. Il giocattolo aveva la particolarità di brillare al buio e venne venduto come "il fantasma malvagio di Skeletor"; nel mini fumetto si riferisce infatti a se stesso come al fantasma di Skeletor. Nella serie del 2021, Scare Glow appare come una sorta di demone/fantasma protettore di Subternia, che viene descritta in questa versione come l'Inferno di Eternia.
- Ninjor - Guerriero ninja evocato da Skeletor, proviene dal passato di Eternia. Il suo action figure era accessoriato di varie armi ninja come katana e nunchaku.
- Blast-Attak - Guerriero meccanico con bomba incorporata; in un minicomic vediamo che è stato creato dagli uomini serpente, ma molti lo considerano un guerriero di Skeletor. Nella serie del 2021 appare come alleato di Tri-Klops nel suo culto.
- Blade - Cacciatore di taglie dalla benda sull'occhio e due spade, che gli danno il nome. Apparso per la prima volta nel film I dominatori dell'universo del 1987 e, brevemente, nei fumetti che fanno da prequel alla serie Revelation del 2021 e nella serie stessa.
- Saurod - Cacciatore di taglie dall'aspetto serpentino che spruzza fiamme dalla bocca (nel giocattolo erano scintille). Apparso solo nel film I dominatori dell'universo del 1987.
- Twistoid - La risposta malvagia a Rotar, creato rubando la stessa macchina che diede origine alla controparte buona.
- Megator - Gigante malvagio di Pre-Eternia, l'Eternia Preistorica.

#### Versioni speciali degli action figure di Skeletor
- 1983 - Battle Armor Skeletor
- 1985 - Dragon Blaster Skeletor (pubblicizzato in Italia come Skeletor con drago spruzzaveleno)
- 1986- Terror Claws Skeletor (Skeletor con artigli terrificanti)[6]
- 1988 - Laser Light Skeletor (Skeletor occhi di fuoco)[8]

### Orda infernale
Evil Horde
1985
- Hordak - È il condottiero dell'Orda infernale, un selvaggio popolo guerriero, il cui simbolo è un pipistrello rosso sul torace. Hordak è riconoscibile per il suo pallido e grottesco volto piatto, dagli occhi rossi, dalle orecchie da pipistrello e dalla pelle del corpo bluastra (nei cartoni Filmation, mentre nell'action figure era grigia). Porta un colletto d'ossi ed un pettorale nero adorno del pipistrello dell'orda; nonostante sia stato commercializzato come un action figure della serie dei Masters legata ad He-Man, venne utilizzato principalmente come l'antagonista della serie a cartoni animati She-Ra, la principessa del potere, con protagonista She-Ra ed i suoi amici, dove Hordak funge da villain principale e da conquistatore del pianeta Eteria, pianeta gemello di Eternia. Secondo il creatore della linea di giocattoli la sua faccia si modellava sulla maschera di uno stregone africano. Nella serie di He-Man del 2002 viene ristilizzato divenendo più orrorifico; anche l'abito diventa più tenebroso e si completa di un mantello. Stesso restyling fatto nei fumetti DC Comics dal 2012 e in alcune successive serie a cartoni animati.
- Grizzlor - Irsuto servo di Hordak, custode delle prigioni; dotato di grande forza, non brilla per l'intelletto. Il suo action figure aveva la particolarità di essere ricoperto da una pelliccia di pelcuhe di colore marrone.
- Leech - Mostruoso uomo-sanguisuga in grado di succhiare il potere alle sue vittime grazie alle sue mani, piedi e bocca muniti di ventosa. L'action figure aveva due piccole ventose per mano e una grande ventosa come bocca.
- Mantenna - Viscido uomo granchio in grado di "allungare" gli occhi facendoli schizzare fuori dalle orbite. Anche se dall'aspetto mostruoso (4 gambe, pelle viscida, occhi ad antenna, enormi orecchie rosse, bocca munita di denti aguzzi) era una delle spalle comiche dei cattivi nella serie televisiva di She-Ra. Nei fumetti è invece uno dei personaggi più forti.
- Modulok - Mostro munito di mille arti intercambiabili, nella serie MOTU Filmation era uno scienziato diabolico, distaccato da quello che doveva essere il suo leader, il perfido Hordak. Il giocattolo possedeva due teste, ma nella serie televisiva questi ne presenta una sola. In origine era alleato di Skeletor, ma nella serie She-ra la principessa del potere si può notare il suo tradimento per unirsi a Hordak.

1986
- Dragstor - Malvagio uomo-veicolo, in grande di viaggiare ad enorme velocità grazie ad un enorme ruota posta al centro del suo corpo. Dragstor è un umano catturato e reso cyborg dalla tecnologia e magia di Hordak.
- Horde Trooper - La terribile truppa robotica di Hordak, facilmente distruttibile da He-Man e She-Ra. L'action figure aveva la particolarità di "rompersi" (in realtà staccare automaticamente la parte anteriore e posteriore della corazza) premendo un tasto posto al centro del pipistrello rosso sul petto.
- Multi-Bot - Simile a Modulok ma in versione robotica. Multi-Bot è un doppio robot in grado di intercambiare le miriadi di arti di cui è munito il proprio corpo.

1987
- Mosquitor - Mostruoso uomo-zanzara in grado di succhiare il sangue e il potere alle vittime. Mentre lo fa, acquista il potere dei nemici diventando ancora più potente. L'action figure aveva la particolarità di creare un effetto simile a quello dei giocattoli del "biberon magico" facendo apparire e sparire il sangue finto sul suo petto, visibile tramite una parte trasparente a forma di pipistrello, tramite un tasto nel retro del personaggio. Nella serie reboot a cartoni animati in CGI He-Man and the Masters of the Universe del 2021, appare come un personaggio femminile di nome Mo'squita-ra, doppiato da Grey DeLisle.

#### Versioni speciali degli action figure di Hordak
- 1986 - Hurricane Hordak (Hordak Rotaterrore)
- 1987 - Buzz-Saw Hordak (Hordak Sega-nemici)

### Uomini serpente
Snake Men
1984
- Kobra Khan - Uomo serpente, sputa veleno (il giocattolo spruzzava acqua premendo la testa). Nella serie classica era ritenuto un traditore degli Snake-Men per servire la causa di Skeletor (questo perché commercializzato prima dell'invenzione degli Uomini serpente e quindi inizialmente facente parte degli Evil Warriors). Nella serie 2002 Kobra Khan è fin dall'inizio appartenente agli Snake-Men, tanto che sarà lui a risvegliare Re Hiss, Rattlor e Tung-Lashor.

1986
- King Hiss - Re degli uomini serpente, all'apparenza sembra un comune essere umano, in realtà è uno stregone-semidio travestito. La sua vera essenza è quella di un umanoide con normali gambe, teste di serpente in luogo delle mani e faccia di serpente. Nella serie animata di He-Man del 2002 i suoi "bracci serpentoidi" divengono quattro, e la sua sembianza muta magicamente, alla maniera di una metamorfosi. Il suo action figure aveva la particolarità di poter distaccare la corazza dalle sembianze umane per mostrare al suo interno una serie di serpenti che davano in realtà forma al suo corpo. Anche nella serie a fumetti della DC Comics (dal 2012) il personaggio viene mostrato così.
- Rattlor - uomo-serpente capace di allungare il suo collo, usandolo come arma offensiva. Mentre lo fa la sua coda vibra rivelando il rumore del sonaglio, simbolo del pericolo. È terrorizzato dalle manguste. Nella serie animata del 2002 ricopre la carica di generale degli uomini serpente.
- Tung Lashor - Viscido uomo serpente (corallo) dalla lunga lingua velenosa che allunga ogni qualvolta parla. Nella serie classica Tung-Lashor non parlava.

1987
- Snake Face - Terribile uomo-serpente dallo sguardo meduseo che pietrifica qualsiasi nemico guardi i serpenti che escono dal suo volto mostruoso. Nella serie 2002, grazie ad uno stratagemma di He-Man, Snake Face sarà costretto a specchiarsi pietrificandosi.
- Sssqueeze - Uomo-serpente dalle lunghe braccia che stritolano attorcigliandosi attorno al malcapitato.

## Altri personaggi dei MOTU

### Altri personaggi della serie Filmation
- Regina Marlena - Compare fin dalle prime puntate della serie della Filmation. È la regina di Eternia, moglie di Re Randor e madre sia di Adam che di Adora. È di origini terrestri. Non ne è mai stata creata una action figure all'epoca ma soltanto nel 2011 nella linea Masters of the Universe Classics.

### Personaggi della serieThe Powers of Grayskull
- He-Ro - Sarebbe stato il protagonista del prequel "Powers of Grayskull", una nuova serie di giocattoli prevista inizialmente per il 1987 e in seguito una serie a cartoni animati prevista per il 1996, che infine non vennero mai realizzate. Il personaggio è in seguito apparso in una linea di minicomic sempre dal titolo “The Powers of Grayskull”, ambientata nel lontano passato di Eternia, chiamato “Preternia”. Sorceress lo definisce “the greatest sorcerer of all” ("il più grande mago di tutti"); questo mago, con un colpo di bacchetta magica, riporta al tempo presente He-Man e Skeletor (quest'ultimo voleva far sparire He-Man dal tempo), e, contemporaneamente, mette fine all'offensiva degli uomini-serpente, ristabilendo la pace. Nella serie prevista per il 1996, e mai realizzata, He-Ro era stato invece re-immaginato come l'alter-ego di Dare, figlio di Re Adam e della Regina Teela. Nella serie del 2021, He-Ro appare come antenato di He-Man, e uno dei primi Campioni di Preternia che, in questa versione, è una specie di Paradiso/Vallhalla di Eternia. Ne è stato realizzato un action figure nella linea Masters of the Universe Classics.
- Eldor - Il mentore di He-Ro, nonché suo consigliere e conoscitore dei suoi segreti. Eldor possiede il potente Libro degli spiriti viventi ed è l'unico in grado di leggerlo e creare così le porte interdimensionali tra mondi e civiltà situati in spazi e tempi differenti. Ne è stato realizzato un action figure nella linea Masters of the Universe Classics.

### Personaggi apparsi solo nel filmI dominatori dell'universodel 1987
- Karg (interpretato da Robert Towers) - Personaggio appartenente agli Evil warriors di Skeletor ha un uncino al posto di una mano. Karg comanda i Robot Centurioni di Skeletor. Apparso solo nel film I dominatori dell'Universo del 1987, il personaggio somigliava vagamente a Grizzlor degli Evil Horde. Non ne è mai stata creata una action figure all'epoca, ma ne sono state realizzate due versioni nella linea Masters of the Universe Classics nel 2018.
- Detective Hugh Lubic (interpretato da James Tolkan) - Un detective accidentalmente trasportato su Eternia dalla chiave cosmica, Lubic ha aiutato e salvato He-Man, che era tenuto in ostaggio da Skeletor. Lubic in seguito ha scelto di rimanere su Eternia. Apparso solo nel film I dominatori dell'universo del 1987 e in alcuni fumetti. Non ne è mai stata creata una action figure.
- Julie Winston (interpretata da Courteney Cox) - Julie è una giovane ragazza terrestre che aiuta He-Man a riconquistare la chiave cosmica. I genitori di Julie sono stati uccisi in un incidente aereo. Non ne è mai stata creata una action figure.
- Kevin Corrigan (interpretato da Robert Duncan McNeill) - Kevin è il ragazzo di Julie, un giovane musicista ingenuo che inizialmente scambia la chiave cosmica per un sintetizzatore e in seguito aiuta He-Man e i suoi amici a recuperare la chiave da Skeletor. Non ne è mai stata creata una action figure.
- Robot Centurioni (Robot Centurions) - Un gruppo di soldati-robot con armatura cromata di colore nero che fungono da armata di Skeletor nel film del 1987. Non ne è mai stata creata una action figure.

## She-Ra, la principessa del potere
She-Ra, Princess of Power

### Grande ribellione
Great Rebellion
1984
- She-Ra - La principessa del potere, alter-ego della principessa Adora, sorella gemella del principe Adam, e difenditrice del mondo di Eteria. Quand'era ancora in fasce fu rapita da Hordak e cresciuta come un Horde. Successivamente, grazie all'incontro con suo fratello, He-Man/principe Adam, apprende la verità sulle sue origini ed apre gli occhi sulla malvagità degli Horde, decidendo di unirsi alla Grande ribellione e combattere per liberare Etheria.
- Bow - Giovane eroico arciere dalla mira infallibile; sogna di far colpo nel cuore di She-Ra, ma spesso le sue vanterie ed il suo coraggio lo portano in pericolo.
- Frosta - Regina delle nevi, Frosta vive in una landa innevata ai confini di Etheria. Dotata di straordinari poteri, ha la capacità di congelare gli avversari attraverso i suoi magici strali di ghiaccio.
- Castaspella - Una strega in grado di esercitare una grande magia ed è la regina di Mystacor.
- Regina Angella - La Regina di Bright Moon, possiede un paio di ali che le permettono di volare. Sua figlia è Glimmer, principessa di Bright Moon.
- Glimmer - La principessa di Bright Moon, è figlia di Angella e Micah. Originariamente è la leader della ribellione, ma rinuncia al titolo lasciando il suo posto ad Adora.
- Double Trouble - È la cugina di Glimmer. Viene dal Regno di Green Glade (Regno della Radura Verde) e svolge il ruolo di capo-spia della ribellione. Specializzata nei travestimenti, può assumere le sembianze di quasi chiunque. La sua bambola era il corrispettivo femminile dell'action figure di Man-E-Faces della linea MOTU.
- Kowl - Una creatura volante, simile ad un incrocio fra un koala ed un gufo, è uno dei soli tre personaggi della serie a conoscere la vera identità di She-Ra.
- Swift Wind - La cavalcatura alata di She-Ra, alter-ego di Spirit, il cavallo bianco della principessa Adora.

1985
- Peekablue - Una donna pavone appartenente alla Grande Ribellione.
- Flutterina - Una donna-farfalla appartenente alla Grande Ribellione.
- Mermista - Una donna sirena appartenente alla Grande Ribellione.
- Perfuma - Membro della Grande Ribellione, è la maga dei fiori e della natura.

1986
- Netossa - Appartiene alla Grande Ribellione.
- Spinnerella - Una donna pavone appartenente alla Grande Ribellione, ed è amica di Netossa.
- Loo-Kee - È un membro della Grande Ribellione. Un folletto che appare sempre in cameo in tutti gli episodi spesso nascosto dietro ad alberi o ad altri oggetti. Alla fine di quasi ogni episodio, Loo-Kee emerge e chiede allo spettatore se avesse visto dove si era nascosto. Quindi rivela allo spettatore dove si era nascosto e poi racconta la morale della storia.

Altri
- Madame Razz - Una strega buona che vive nella Foresta dei Sospiri (in originale Whispering Woods, anche tradotto come Bosco dei sussurri), che usa i propri poteri magici per la causa della Grande ribellione contro Hordak. Il suo personaggio è quasi sempre accoppiato con Scopa (Broom in originale).
- Sparviero (Sea Hawk) - È un pirata. Inizialmente è dalla parte dell'Orda Infernale, ma grazie a She-Ra, successivamente entra a far parte della Grande Ribellione.

### Gli Horde
The Horde
1984
- Catra - È il Capitano delle armate degli Horde (una posizione precedentemente ricoperta da Adora prima di disertare).

1985
- Entrapta - È la principessa di Dryl. Non è legata a nessuna pietra runica e viene spesso considerata “bizzarra” per le sue idee molto innovative riguardo alla tecnologia. Nella serie Filmation, come membra dell'orda infernale, agli ordini di Hordak, è la spalla di Catra.

Altri
- Tessitrice d'Ombre (Shadow Weaver) - Braccio destro di Hordak è una potente strega, originaria del regno di Mystacor; da giovane si chiamava Light Spinner. Studiò la magia presso il mago Norwyn, insieme a Castaspella; tradì il suo popolo all'arrivo degli Horde, ricevendo in cambio grandi poteri magici, provenienti da una gemma fatata; quando Norwyn si accorse del trasferimento di potere in atto, distrusse la gemma, impedendole di acquisirne l'intero potere. A causa di questo fatto, gli incanti di Tessitrice sono molto sensibili alla luce; inoltre il suo aspetto fisico è rimasto orribilmente ed irrimediabilmente deturpato, tanto che da allora gira a capo coperto.
- Grande Horde (Horde Prime) - È il governatore degli Horde. Nelle serie Filmation lo si vede solo circondato dal fumo. La sua vera forma completa non è mai stata rivelata, sebbene in un episodio si capisca che ha due teste. Un braccio metallico esce dalla nuvola di fumo quando è indignato o arrabbiato. Horde Prime ha un figlio di nome Prince Zed che chiama Hordak suo zio, suggerendo che Horde Prime e Hordak potrebbero essere fratelli o almeno cognati. Horde Prime appare come l'antagonista principale nella quinta e ultima stagione di She-Ra e le principesse guerriere, come una versione umanoide cibernetica di se stesso con occhi extra trapiantati dai suoi cloni. Horde Prime scartò uno di questi cloni, a causa delle sue imperfezioni fisiche, e lo mandò in missione suicida in prima linea, ma il clone finì invece arenato sul pianeta Etheria nella dimensione vuota di Despondos, dove si fece chiamare Hordak e costruì la sua divisione degli Horde.
- Imp - È un maialino azzurro in grado di volare grazie alle sue ali da pipistrello. È la mascotte di Hordak, che lo difende dagli altri Horde, al quale sembra stare particolarmente antipatico. Hordak nei confronti di Imp sembra mostrare quasi il lato buono di un padre che gliele dà tutte vinte e al quale non dice mai di no. Ha il potere di trasformarsi in qualsiasi cosa.
- Scorpia - Una donna delle forze degli Horde con una pungente coda di scorpione e tenaglie affilate.
- Dylamug - È un robot ed è un membro dell'orda infernale, agli ordini di Hordak.
- Vultak - È un avvoltoio umanoide ed è un membro dell'orda infernale, agli ordini di Hordak.
- Colonel Blast - È un comandante degli Horde con armi ad energia elettrica incorporate nella sua armatura.
- Octavia - È una donna-polpo appartenente all'orda infernale, agli ordini di Hordak.
- Falsa Faccia (False Face) - È un membro dell'orda infernale, agli ordini di Hordak.
- Spyster - È una spia a pagamento (da cui il nome) e lavora per Hordak dopo essere stato pagato.
- Ispettore Darkney - È l'ispettore degli Horde che lavora per Horde Prime.

## He-Man
The New Adventures of He-Man

### Guardiani Galattici
Galactic Guardians
1989
- He-Man - Il classico personaggio rivisitato in chiave futuristica per la nuova serie di action figure e per la successiva serie animata, con: casco dorato, armatura dorata, pantaloni blu attillati, stivali dorati, scudo fluorescente e spada del potere luminosa e dalle nuove fattezze.[11]
- Flipshot - Chiamato anche Icarius, pilota spaziale proveniente dalla città nuvolosa di Levitan, sul pianeta Primus. Il tenente Flipshot è un membro dell'esercito di Primus.
- Hydron - Capitano dell'astronave "Eternia". Originario della città sottomarina di Serus nel mare Guardian Sea del pianeta Primus. Hydron è l'unico membro della sua famiglia a lasciare Serus per vivere in superficie, dove ottiene il grado di Capitano nell'esercito di Primus, mentre sua sorella, Aquata, diviene l'amministratrice della loro città natale.

1990
- Kayo - Chiamato anche Tartarus, valoroso guerriero spaziale e pilota della regione Terra del pianeta Primus situata nel sistema tri-solare.
- Nocturna - Esperto di arti marziali originario di Mida sul pianeta Primus.
- Vizar - Guerriero dotato di una potente vista. L'action figure di Vizar era di colore, mentre era caucasico nei fumetti tedeschi (successivamente ripubblicati nel Regno Unito) e ha una carnagione ambigua nella serie animata.[12]

1991
- Tuskador - Chiamato anche Insyzor, guerriero dall'armatura a zanne d'elefante.[13]
- Artilla - Chiamato anche Weaponstronic, un androide Primiano, ridisegnato e riprogrammato per l'azione in battaglia, esperto di armi.
- Spinwit - Chiamato anche Tornado, guerriero rotante. In un episodio della serie, He-Man e Spinwit trovano un pianeta circondato da tornado chiamato Zil, i cui abitanti, a causa di una leggenda, dichiarano Spinwit come loro campione.
- Sagitar - Chiamato anche Tharkus, nemico giurato di Staghorn. Guerriero galoppante proveniente dal pianeta Palomar (Equinos nella serie a cartoni animati), la sua gente era pacifica, ma fatta di potenti guerrieri. Sagitar è stato salvato da una vita di schiavitù nelle miniere denebriane da He-Man.

Altri
- Maestro Sebrian - Saggio governante del pianeta Primus.
- Darius - La mente del "Consiglio galattico" e maestro d'armi.
- Mara - Giovane donna assistente del Maestro Sebrian, ha i capelli raccolti in una lunga treccia con una palla di metallo appuntita all'estremità che usa come arma. Venne creato un prototipo di action figure all'epoca ma mai messo in produzione. Venne infine realizzato solo nel 2015 come parte della linea di giocattoli Masters of the Universe Classics.[14]
- Scienziati di Primus

### Mutanti malvagi
Evil Mutants
1989
- Skeletor - Il classico personaggio rivisitato profondamente nell'aspetto, con un volto più espressivo ma meno orrorifico, e nel costume, che si fa più complesso con vari inserti cyborg anche nel corpo.[15]
- Flogg - Chiamato anche Brakk, proveniente dal malvagio pianeta Denebria è il comandante supremo dei Mutanti. Sebbene non sia particolarmente intelligente, è un grande comandante militare. Flogg cerca in tutti i modi di conquistare il pacifico pianeta Primus.
- Slush Head - Chiamato anche Kalamarr, inetto rettile cyborg dotato di tentacoli. Nonostante la sua stupidità, Slush Head è il secondo in comando di Flogg. Ha la particolarità di avere la testa immersa in un casco pieno di acqua (anche nell'action figure).

1990
- Optikk - Cyborg guerriero con un occhio solo dalle proporzioni ciclopiche al posto della testa.[16]
- Karatti - Mutante dalle mortali tecniche di arti marziali.
- Hoove - Mutante testardo con un carattere meschino e specializzato nei calci da battaglia. Hoove è uno dei migliori luogotenenti di Flogg.
- Lizorr - Lucertola mutante delle paludi, è uno dei luogotenenti di Flogg.

1991
- Quakke - Chiamato anche Earthquake, un guerriero capace di scuotere il suolo colpendolo con il suo "Grabatron Meteoemace" provocando potenti terremoti. Nella serie è uno dei mutanti più intelligenti e spesso cerca più potere per se stesso. Possiede una forza considerevole, sufficiente per resistere in battaglia contro He-Man.
- Butthead - Chiamato anche B.H., il suo volto è nascosto da una maschera e da un elmo; il suo vero volto non è mai stato rivelato. La sua testa dura e il suo elmo gli permettono di caricare fisicamente i suoi nemici e di lanciarli in volo.
- Staghorn - Malvagio mutante dal carattere intrigante e faccendiere, nemico implacabile di Sagitar.

Altri
- Crita - Abile mutante femminile, e, in ultimo, capo dei Raccoglitori (Gleanons).
- Grr - Crudele animaletto domestico di Skeletor.

## Masters of the Universe: Revelation
Qui di seguito sono elencati solo i personaggi presenti nella serie e non presenti in altri precedenti elenchi:
- Andra - Il tenente Andra è un personaggio femminile di spicco apparso inizialmente in alcuni fumetti (dove appariva coi capelli biondi e la carnagione chiara) mentre nella serie del 2021 Masters of the Universe: Revelation è uno dei personaggi principali (dove appare come una ragazza di colore con dei capelli neri legati da treccine) che si allea con Teela per aiutarla nelle sue missioni.
- Re Grayskull - Nella serie del 2002 He-Man and the Masters of the Universe, viene rivelato che il castello di Grayskull era una volta la dimora di re Grayskull (un uomo biondo e di carnagione bianca simile a He-Man), un antenato del principe Adam e della principessa Adora. Durante il suo regno, re Grayskull regnò con saggezza e compassione. Persa la sua spada in battaglia, Grayskull andò alla ricerca del potere di cui aveva bisogno per difendere il suo regno da Hordak. In cima a una montagna, incontrò l'Oracolo che lo guidò nella sua ricerca, mostrandogli la sua spada perduta e spiegandogli che il suo scopo era quello di mostrare la sua forza interiore. Prima di partire, tuttavia, l'Oracolo lo informò che non sarebbe sopravvissuto alla battaglia. Nonostante ciò, re Grayskull giurò di fare tutto il necessario per salvare Eternia dalle armate di Hordak. Sebbene in inferiorità numerica, Grayskull riuscì a incanalare l'energia mistica attraverso la sua spada, riflettendo l'incantesimo di Hordak su di lui e il suo esercito, inviandoli nella dimensione oscura chiamata Despondos. Nonostante questa vittoria, tuttavia, la profezia dell'Oracolo si avverò, poiché Hordak, il cui spirito/anima fu strappato dal suo corpo, riuscì a ferire mortalmente Grayskull. Mentre stava morendo, proclamò che il suo successore avrebbe brandito la sua spada per difendere Eternia. Nella serie del 2021 Masters of the Universe: Revelation, re Grayskull (un uomo di colore con dei capelli legati in dreadlock) appare come il primo Campione di Eternia a Preternia (che, in questa versione, è una specie di Paradiso/Vallhalla di Eternia) dove fornisce guida e supporto che consentono ai personaggi principali di tornare a Eternia. Ne è stato realizzato un action figure, della sua versione 2002, nella linea Classics degli anni 2010.[17]
- Wun-Dar - Un antenato di He-Man che appare con le sue stesse fattezze solo che coi capelli castani. Cento anni prima della nascita del Principe Adam, Wun-Dar, un guerriero dalle profondità della selvaggia città sotterranea di Tundaria, salvò una giovane donna che si rivelò essere la Dea di Eternia. Ella gli fornì un'armatura da battaglia cosmica e una sofisticata pistola a raggi che poteva attingere a un potere quasi illimitato. La Dea ha incaricato Wun-Dar di proteggere entrambe le metà della Spada del Potere e di tenerle separate per evitare che cadano nelle mani del male. Come molti guerrieri prima di lui, Wun-Dar divenne noto come "l'He-Man".[18] Nella serie del 2021 Masters of the Universe: Revelation, Wun-Dar appare come uno dei Campioni di Eternia a Preternia. Ne è stato realizzato un action figure nella linea Classics nel 2010. Il personaggio e la sua storia si basano su una rara versione alternativa dell'action figure di He-Man creato dalla Mattel in partnership con Wonder Bread e sulla prima versione della storia di He-Man dei minicomics.[19]
- Vikor - Originariamente inteso come una versione preistorica di He-Man, quando la sua action figure è stata realizzata nel 2011, come parte della linea Classics[20], il suo ruolo è diventato più definito. Il retro della confezione rivela infatti che dopo la morte di re Grayskull non c'era nessuno adatto a brandire la Spada del Potere e Vikor, un grande guerriero del nord, venne scelto dalla Dea per aiutare a proteggere la Spada, come una sorta di reggente per la lama, fino alla nascita del prossimo Campione. Nella serie del 2021 Masters of the Universe: Revelation, Vikor appare come uno dei Campioni di Eternia a Preternia. Il personaggio è ispirato al primo prototipo in assoluto dell'action figure di He-Man creato dalla Mattel, quando ancora aveva le fattezze di un guerriero barbarico con un elmo cornuto in stile Conan.[19]
- Kuduk - Kuduk Ungol è la Maga che precede direttamente Teela Na, la mistica protettrice del castello di Grayskull, che ha messo Teela sulla strada per recuperare le spade separate. Servì come oracolo di Zoar che consigliò la maga originale, la regina Veena di Grayskull. La sua storia abbraccia fumetti e un'apparizione nella serie animata del 1983. Ammettendo che questa linea temporale della sua storia sia resa canonica da Revelation, allora lei è il ponte tra le uniche tre maghe della linea temporale Eterniana.[19]